# Otto Wallach
Otto Wallach (Koningsbergen, 27 maart 1847 – Göttingen, 26 februari 1931) was een Duits scheikundige die in 1910 de Nobelprijs voor Scheikunde won voor zijn werk aan alicyclische verbindingen. Hij was verantwoordelijk voor de naamgeving van terpeen en pineen, en voor het uitvoeren van de eerste systematische studie naar pineen. Hij stelde dat terpenen beschouwd kunnen worden als oligomeren van isopreen. Deze stelling staat bekend als de isopreen-regel en het heeft bijgedragen aan de opheldering van vele terpeenstructuren.

## Biografie
Wallach, geboren in Koningsbergen, was de zoon van een Pruisisch burgerlijke ambtenaar. Zijn vader, Gerhard Wallach, stamde af van een Joodse familie die zich had bekeerd tot het lutheranisme. Zijn moeder, Otillie Thoma, was een etnische Duitse met een protestante achtergrond. Gedurende zijn vroege jaren op het gymnasium in Potsdam vormde bij Wallach een diepgaande voorliefde voor geschiedenis en kunst. Rond dezelfde tijd begon hij scheikundige experimenten uit te voeren in zijn ouderlijk huis.
Wallach promoveerde in 1869 aan de Universiteit van Göttingen bij Hans Hübner op het proefschrift "Over van tolueen afgeleide nieuwe isomere verbindingen". Vanaf 1870 werd hij medewerker van Friedrich Kekulé aan de Universiteit van Bonn.
Hij diende in 1870/71 in de Frans-Duitse Oorlog. Na de oorlog ging hij voor Agfa werken om in 1871 terug te keren naar de universiteit in Bonn. In 1873 werd hij privédocent en in 1876 buitengewoon hoogleraar farmacie. In 1889 werd hij professor scheikunde aan de universiteit van Göttingen en tegelijkertijd directeur van het Scheikundig Instituut. Zijn erk leverde belangrijke bijdrage aan de industrie van oliën en geurstoffen.
In 1909 publiceerde hij de resultaten van zijn veelomvattende onderzoek in het boek: Terpene und Campher (1909), een werk van zeshonderd bladzijdes opgedragen aan zijn studenten. In 1915 ging hij met emeritaat, nadat aan het begin van de Eerste Wereldoorlog zes van zijn assistenten waren gedood aan het front.

## Werk
Tijdens zijn werk met Friedrich Kekulé in Bonn is hij begonnen met een systematische analyse van de terpenen die aanwezig zijn in etherische oliën. Tot op dat moment waren er slechts enkele in zuivere vorm geïsoleerd en was de structurele informatie schaars. Het vergelijken van smeltpunten en het meten van mengsels was een van de methoden om identieke stoffen te bevestigen. Voor deze methode moesten de meestal vloeibare terpenen worden omgezet in kristallijne verbindingen. Met stapsgewijze derivatisering, met name toevoegingen aan de dubbele binding die in sommige terpenen aanwezig is, bereikte hij het doel om kristallijne verbindingen te verkrijgen. Het onderzoek naar de herschikkingsreacties van cyclische onverzadigde terpenen maakte het mogelijk om de structuur van een onbekend terpeen te verkrijgen door de herschikking te volgen naar een bekende structuur van een terpeen. Met deze belangrijkste methoden opende hij de weg naar systematisch onderzoek naar terpenen.
Otto Wallach staat bekend om Wallachs heerschappij, Wallachs degradatie, de Leuckart-Wallach-reactie (die hij samen met Rudolf Leuckart ontwikkelde) en de Wallach-herschikking.
1901: Van 't Hoff ·
1902: E. Fischer ·
1903: Arrhenius ·
1904: Ramsay ·
1905: Baeyer ·
1906: Moissan ·
1907: Buchner ·
1908: Rutherford ·
1909: Ostwald ·
1910: Wallach ·
1911: Curie ·
1912: Grignard, Sabatier ·
1913: Werner ·
1914: Richards ·
1915: Willstätter ·
1918: Haber ·
1920: Nernst ·
1921: Soddy ·
1922: Aston ·
1923: Pregl ·
1925: Zsigmondy ·
1926: Svedberg ·
1927: Wieland ·
1928: Windaus ·
1929: Harden, Euler-Chelpin ·
1930: H. Fischer · 
1931: Bosch, Bergius ·
1932: Langmuir ·
1934: Urey ·
1935: F. Joliot-Curie, I. Joliot-Curie ·
1936: Debye ·
1937: Haworth, Karrer ·
1938: Kuhn ·
1939: Butenandt, Ružička ·
1943: Hevesy · 
1944: Hahn ·
1945: Virtanen ·
1946: Sumner, Northrop, Stanley ·
1947: Robinson · 
1948: Tiselius · 
1949: Giauque ·
1950: Diels, Alder ·
1951: McMillan, Seaborg ·
1952: Martin, Synge ·
1953: Staudinger ·
1954: Pauling ·
1955: Vigneaud ·
1956: Hinshelwood, Semjonov ·
1957: Todd ·
1958: Sanger ·
1959: Heyrovský ·
1960: Libby ·
1961: Calvin ·
1962: Perutz, Kendrew ·
1963: Ziegler, Natta ·
1964: Hodgkin ·
1965: Woodward ·
1966: Mulliken ·
1967: Eigen, Norrish, Porter ·
1968: Onsager ·
1969: Barton, Hassel ·
1970: Leloir ·
1971: Herzberg ·
1972: Anfinsen, Moore, Stein · 
1973: E.O. Fischer, Wilkinson · 
1974: Flory ·
1975: Cornforth, Prelog ·
1976: Lipscomb ·
1977: Prigogine · 
1978: Mitchell ·
1979: Brown, Wittig ·
1980: Berg, Gilbert, Sanger ·
1981: Fukui, Hoffmann ·
1982: Klug ·
1983: Taube ·
1984: Merrifield ·
1985: Hauptman, Karle ·
1986: Herschbach, Lee, Polanyi ·
1987: Cram, Lehn, Pedersen ·
1988: Deisenhofer, Huber, Michel ·
1989: Altman, Cech ·
1990: Corey ·
1991: Ernst ·
1992: Marcus ·
1993: Mullis, Smith ·
1994: Olah ·
1995: Crutzen, Molina, Rowland ·
1996: Curl, Kroto, Smalley ·
1997: Boyer, Walker, Skou ·
1998: Kohn, Pople ·
1999: Zewail ·
2000: Heeger, MacDiarmid, Shirakawa ·
2001: Knowles, Noyori, Sharpless ·
2002: Fenn, Tanaka, Wüthrich ·
2003: Agre, MacKinnon ·
2004: Ciechanover, Hershko, Rose ·
2005: Grubbs, Schrock, Chauvin ·
2006: Kornberg ·
2007: Ertl ·
2008: Shimomura, Chalfie, Tsien ·
2009: Steitz, Yonath, Ramakrishnan ·
2010: Heck, Negishi, Suzuki ·
2011: Shechtman ·
2012: Kobilka, Lefkowitz ·
2013: Karplus, Levitt, Warshel ·
2014: Betzig, Hell, Moerner ·
2015: Lindahl, Modrich, Sancar ·
2016: Sauvage, Stoddart, Feringa ·
2017: Dubochet, Frank, Henderson · 
2018: Arnold, Winter, Smith ·   
2019: Goodenough, Whittingham, Yoshino ·
2020: Charpentier, Doudna ·
2021: List, MacMillan ·
2022: Bertozzi, Meldal, Sharpless ·
2023: Bawendi, Brus, Jekimov ·
2024: Baker, Hassabis, Jumper